# BMW řady 8 (G15)
BMW G14/G15/G16 je druhou generací řady 8 od BMW. Skládá se z BMW G14 (kabriolet), G15 (2dvéřové kupé) a G16 (4dvéřové kupé). Tyto vozy jsou vyráběny od roku 2018 a kolektivně se většinou nazývají G15.
Řada 8 vychází z konceptu BMW Concept 8 Series, který byl uveden na výstavě Concorso d’Eleganza Villa d’Este v roce 2017. Ten představoval nový designový jazyk a iteraci systému iDrive. Produkční verze řady 8 (G15) byla oficiálně představena na 24 hodin Le Mans 15. června 2018. Vysoce výkonnou čtyřdveřovou variantu řady 8 Gran Coupé (G16) BMW představilo 15. června 2018 na Ženevském autosalonu. Verze kabriolet řady 8 (G14) byla uvedena na trh v listopadu 2018. Kabriolet má skládací látkovou střechu, která se složí za 15 sekund a dokáže fungovat až do 50 km/h.

## Výbava
Součástí standardní výbavy je systém pohonu všech kol xDrive, 8stupňová automatická převodovka s měničem točivého momentu, kůže Vernasca, head-up displej, adaptivní podvozek, posilovač řízení a dělená sklopná zadní sedadla. Řada 8 také obsahuje 10,25 palcový displej s iDrive 7.0 a 12,3 palcový digitální přístrojový štít. M850i xDrive standardně dostává 20palcová kola a aerodynamické prvky, jako jsou větší otvory pro přívod vzduchu a spoiler předního rtu.
Za příplatek jsou pak dostupné laserové světlomety, BMW diplay key, zvukový systém Bowers & Wilkins Diamond Surround Sound System nebo také noční vidění. Vůz lze také ovládat pomocí chytrého telefonu. M sportovní paket je k dispozici u všech modelů a je vybaven 19palcovými koly z lehké slitiny, vylepšeným brzdným systémem a přepracovaným sportovním volantem.
U BMW G15 a BMW G16 si lze za příplatek objednat karbonovou střechu.

## Technické údaje

### Motory
| Benzinové motory | Benzinové motory | Benzinové motory         | Benzinové motory               | Benzinové motory      | Benzinové motory | Benzinové motory | Benzinové motory          |
| Model            | Objem            | Max. výkon při ot./min   | Max. točivý moment při ot./min | Převodovka            | Max. rychlost    | 0–100 km/h       | Komb. spotřeba [l/100 km] |
| ---------------- | ---------------- | ------------------------ | ------------------------------ | --------------------- | ---------------- | ---------------- | ------------------------- |
| 840i             | 2998 cm³         | 250 kW při 5000–6000 rpm | 500 Nm. při 1600–4500 rpm      | 8stupňová automatická | 250 km/h         | 5 s              | 7.2 L/100 km              |
| 840i xDrive      | 2998 cm³         | 250 kW při 5000–6000 rpm | 500 Nm. při 1600–4500 rpm      | 8stupňová automatická | 250 km/h         | 4.7 s            | 7.2 L/100 km              |
| M850i xDrive     | 4395 cm³         | 390 kW při 5500–6000 rpm | 750 Nm. při 1800–4600 rpm      | 8stupňová automatická | 250 km/h         | 3.7 s            | 9.8 L/100 km              |
| M8 Competition   | 4395 cm³         | 441 kW při 6000 rpm      | 750 Nm. při 1800–5700 rpm      | 8stupňová automatická | 250 km/h         | 3.2 s            | 10.6 L/100 km             |
| Dieselové motory |                  |                          |                                |                       |                  |                  |                           |
| Model            | Objem            | Max. výkon při ot./min   | Max. točivý moment při ot./min | Převodovka            | Max. rychlost    | 0–100 km/h       | Komb. spotřeba [l/100 km] |
| 840d xDrive      | 2993 cm³         | 245 kW při 4400 rpm      | 680 Nm. při 1750–2250 rpm      | 8stupňová automatická | 250 km/h         | 4.9 s            | 6.1 L/100 km              |

### Rozměry
| Model | Délka   | Výška   | Šířka   |
| ----- | ------- | ------- | ------- |
| G14   | 4843 mm | 1339 mm | 1902 mm |
| G15   | 4843 mm | 1341 mm | 1902 mm |
| G16   | 5082 mm | 1407 mm | 1932 mm |